# Unterseeboot 289
Le Unterseeboot 289 (ou U-289) est un sous-marin allemand (U-Boot) de type VII.C utilisé par la Kriegsmarine (marine de guerre allemande) pendant la Seconde Guerre mondiale.

## Historique
Mis en service le 10 juillet 1943, l'Unterseeboot 289 reçoit sa formation de base à Danzig au sein de la 3. Unterseebootsflottille jusqu'au 31 mars 1944, puis il intègre sa formation de combat à Base sous-marine de La Rochelle (La Pallice) dans la 8. Unterseebootsflottille. Le 1er mai 1944, il est affecté à la 13. Unterseebootsflottille à Drontheim.
En préparation à sa première patrouille, l'U-289 quitte le port de Kiel le 1er avril 1944 sous les ordres de l'Oberleutnant zur See Alexander Hellwig pour rejoindre Bergen en Norvège qu'il atteint six jours plus tard, le 6 avril 1944.
Pour sa première patrouille, il appareille du port de Bergen le 19 avril 1944, toujours sous les ordres de l'Oberleutnant zur See Alexander Hellwig. Après dix-huit jours en mer, il arrive à Narvik le 6 mai 1944.
Sa deuxième patrouille part de Narvik le 12 mai 1944, toujours sous les ordres de l'Oberleutnant zur See Alexander Hellwig. Après vingt jours en mer, l'U-289 coule le 31 mai 1944 en mer de Barents au sud-ouest de l'île aux Ours en Norvège à la position géographique de 73° 32′ N, 0° 28′ E, par des charges de profondeur lancées du destroyer britannique HMS Milne.
Les 51 membres d'équipage meurent dans cette attaque.

## Affectations successives
- 3. Unterseebootsflottille à Danzig du 10 juillet 1943 au 31 mars 1944 (entrainement)
- 8. Unterseebootsflottille à La Pallice du 1er avril au 1er mai 1944 (service actif)
- 13. Unterseebootsflottille à Drontheim du 1er au 31 mai 1944 (service actif)

## Commandement
- Oberleutnant zur See Alexander Hellwig du 10 juillet 1943 au 31 mai 1944

## Patrouilles
|       | Commandant              | Départ         | Départ | Arrivée      | Arrivée | Jours    | Succès |
| ----- | ----------------------- | -------------- | ------ | ------------ | ------- | -------- | ------ |
|       | Oblt. Alexander Hellwig | 1er avril 1944 | Kiel   | 6 avril 1944 | Bergen  | 6 jours  |        |
| 1     | Oblt. Alexander Hellwig | 19 avril 1944  | Bergen | 6 mai 1944   | Narvik  | 18 jours |        |
| 2     | Oblt. Alexander Hellwig | 23 mars 1944   | Narvik | 31 mai 1944  | Coulé   | 20 jours |        |
| Total | Total                   | Total          | Total  | Total        | Total   | 44 jours | 0 t    |

Note : Oblt. = Oberleutnant zur See

### OpérationsWolfpack
L'U-289 n'a pas opéré avec les Wolfpacks (meute de loups) durant sa carrière opérationnelle.

## Navires coulés
L'Unterseeboot 289 n'a ni coulé, ni endommagé de navire ennemi au cours des deux patrouilles (38 jours en mer) qu'il effectua.

### Source et bibliographie
- (en) Cet article est partiellement ou en totalité issu de l’article de Wikipédia en anglais intitulé « German submarine U-289 » (voir la liste des auteurs).
- Chris Bishop, historien militaire (trad. de l'anglais par Christian Muguet), Les sous-marins de la Kriegsmarine : 1939-1945 : le guide d'identification des sous-marins [« The spellmount submarine identification guide : Kriegsmarine U-boats 1939-1945 »], Paris, Éd. de Lodi, 2008, 192 p. (ISBN 978-2-84690-327-1, OCLC 470721805, BNF 41298980)